# Harry Flosser
Harry Flosser (eigentlich Andre Baschmakov, russisch Андре Башмаков; * 1. Februar 1967 in Uljanowsk) ist ein deutscher Trickfilmemacher, Designer und Illustrator russischer Abstammung. Er arbeitet vor allem in der Technik handgezeichneter vektorbasierten Flash-Animation, bzw. Animate CC sowie in Stop-Motion.

## Leben
Im Alter von 6 Jahren wurde er im Atelier des Malers Lev Netsvetajev (russ. Лев Нецветаев) aufgenommen. Er besuchte eine städtische Kinderkunstschule. Im Jahr 1986 erhielt er ein Diplom als Zeichenlehrer von der Fakultät für Grafikdesign am pädagogischen College in Uljanowsk. Er absolvierte 1992 eine Weiterbildung als Trickfilm-Zeichner beim staatlichen Fernsehen in Moskau bei Fjodor Chitruk.
Seit 1994 lebt er als freier Animator, Illustrator und Grafik-Designer in Deutschland. Er schloss 1998 als Desktop-Publisher an der Wildner Medien Akademie in München ab, wo er nach seiner Diplomarbeit Dozent für Multimedia-Design wurde. Seit 2000 erschafft er in seinem Animation-Studio Harry Flosser Studios Trickfilme und Musikvideos. Er führt seit 2009 internationale Seminare und Workshops zum Thema Animation, u. a. in Kooperation mit Förderkreis Integration e.V. in Apolda, Thüringen. Im Jahr 2018 gründete er gemeinsam mit seiner Frau Swetlana Baschmakov in München die Kunstschule Lichtrad, die Kindern und Jugendlichen das Thema Animation vermittelt. Zweimal pro Jahr (2008–2019) zeichnete er Live Cartoon-Portraits von den Talk-Gästen in der TV-Talk Show Hilton Talk in München.

## Filmografie, Bibliografie (Auswahl)
- 1997 Die kleine Zauberflöte unter Regie von Curt Linda.
- 1998 Ein Fall für Theo und Berti – Ein CD-ROM-Infotainment Projekt über Grippevirus. (Zusammen mit Stefan Schulze und Benjamin Schulteß).
- 2001: I don't like – Musikvideo für die Münchner Band Mary Jane's Revenge (ausgezeichnet auf dem Noos Devient Media Contest in Paris in der Kategorie „Music Video“)
- 2002–2003: Let's get happy für Lou & Band für die Eurovision 2003 – Dieter Bohlen, Stefan Raab und Ralph Siegel als Cartoon-Figuren in einer Geheimagentenstory
- 2002: ISH-WM Studio 2002 (8 Folgen) – das karikierte Duo von Gerhard Delling und Günter Netzer und etlichen Studiogästen wie Franz Beckenbauer, Giovanni Trapattoni, Rudi Völler, die WM-2002 Spiele durch den Kakao ziehen
- 2005: Chocowland – Abenteuer einer Schweizer Kuh
- 2006: The Circle of Life – eine visuelle Novelle über die Liebe, Existenz und unaufhaltsame Zeit;
- 2007: NoMonkey Musikvideo für Münchner Reggae-Sänger Wally Warning (Filmfestivals in Ottawa, Rio, Philadelphia, Boston, Shanghai, Teheran, New York u. v.m.);
- 2008: Ersgutteratte – Musikvideo für Raper Razpect (HAFF – Filmfestival in Utrecht), Green Leaf – Musikvideo für die Münchener Band Jamaram (Children’s Film Festival in Seattle, REDCAT International Children’s Film Festival in Roy and Edna Disney/CalArts Theater in Los Angeles);
- 2008–2009: TRIZ-Tales – Animationsserie von 5 Folgen (und in 12 Sprachen) für das Project TeTRIs (Teaching TRIZ at School) – Leonardo, Long Live Learning Programme der Europäischen Kommission;
- 2009: Dragonboatrace – Videofilm über das Drachenbootrennen der bayerischen Gastronomie auf dem Starnberger See; Schnuckiman – eine animierte Cartoon-Novelle über und für Photographen Armin Faber;
- 2010: Angel Wings – Musikvideo auf die Burkhart Wolters Gitarrenmusik (produziert by Wildner Records, München), The Bottle – Musikvideo für Bernd Wiedemann und Future Bob;
- 2010–2012: PASS – Parents as successful teachers – komplettes CI-Design, Website, Illustrationen und Lernmaterial in 8 Sprachen für das EU-gefördertes Projekt PASS, Programm Grundtvig.
- 2013–2014: OTSV – Over The Shoulder View – eine Stop-Motion-Serie von Live-Zeichnungen an Kulturveranstaltungen (wie FXMuschelkalk u. a.) und TV-Sendung Hilton Talk in München.
- 2017: Mission Possible – ein animierter Image-Film für die Kölner Weinhandelsagentur SMART-WINES.
- 2018: es begann eine Kooperation mit südafrikanischen Drehbuchautor und Wein-Journalisten Graham Knox, es folgten Illustrationen zu der Geschichte Südafrikas, sowie Kooperationen zu den Schulen in der Kap Region, wie Chris Hani Arts and Culture High School  in Khayelitsha bei Cape Town.
- 2019: Musikvideo Do it, Do it für Wally Warning.
- 2022: Musikvideo I tanz für Pumpkin Machine.